# Pierrots Kærlighed
Pierrots Kærlighed er en dansk stumfilm fra 1913. Filmen er produceret af Kinografen efter manuskript af Jenny Wolder. Filmens instruktør er ukendt. 
Filmen havde dansk biografpremiere 30. januar 1913 i Kinografen. 

## Medvirkende
- Edith Buemann Psilander - Ziska, Pierrette
- Anton de Verdier
- Einar Zangenberg - Grev Stanislaus